# František Smotlacha
František Smotlacha (ur. 30 stycznia 1884 w Hradcu Králové, zm. 18 czerwca 1956 w Pradze) – czeski mykolog, popularyzator zbierania grzybów i znawca zagadnień wychowania fizycznego.

## Życiorys
Urodził się w hradeckiej dzielnicy Kopec Sv. Jana w ubogiej rodzinie chłopskiej. W dzieciństwie, wraz z babcią, często chodził na grzybobrania w okoliczne lasy. Od około 1897 zaczął odwiedzać targi grzybne w Hradcu. Jeszcze w czasach okupacji austro-węgierskiej zaczął organizować wystawy poświęcone grzybom, wycieczki połączone z grzybobraniami, a także zakładał kluby miłośników grzybów. W 1912 założył oddział mykologiczny České botanické společnosti, a w 1921 Českou mykologickou společnost (pol. Czeskie Stowarzyszenie Mykologiczne). W 1909 otworzył pierwszą w Czechach bezpłatną poradnię mykologiczną, w której osobiście często udzielał poradnictwa. Zebrał i ocenił łącznie około 1700 grzybów z terenu Czech.
Interesował się również wychowaniem fizycznym. Na Uniwersytecie Karola został mianowany pierwszym docentem wychowania fizycznego. Podczas okupacji niemieckiej, wraz z zamknięciem czeskich uniwersytetów, wycofał się okresowo z życia naukowego.
Jako pierwszy w Czechach (na bazie niemieckich publikacji) zaczął nauczać ju-jitsu, a także założył pierwszy czeski klub tej sztuki walki.

## Rodzina
Miał syna Miroslava, który kontynuował prace ojca (skupił się na grzybach niszczących drewno) oraz córkę Zuzanę, również zainteresowaną mykologią, zwłaszcza grzybami rekultywacyjnymi.